# است. ادورد (نبراسکا)
است. ادورد(به انگلیسی: St. Edward) شهری در ایالت نبراسکا کشور ایالات متحده آمریکا است که جمعیت آن در سرشماری سال ۲۰۱۰ میلادی، ۷۰۵ نفر بوده‌است.